# Elgin (Schotland)

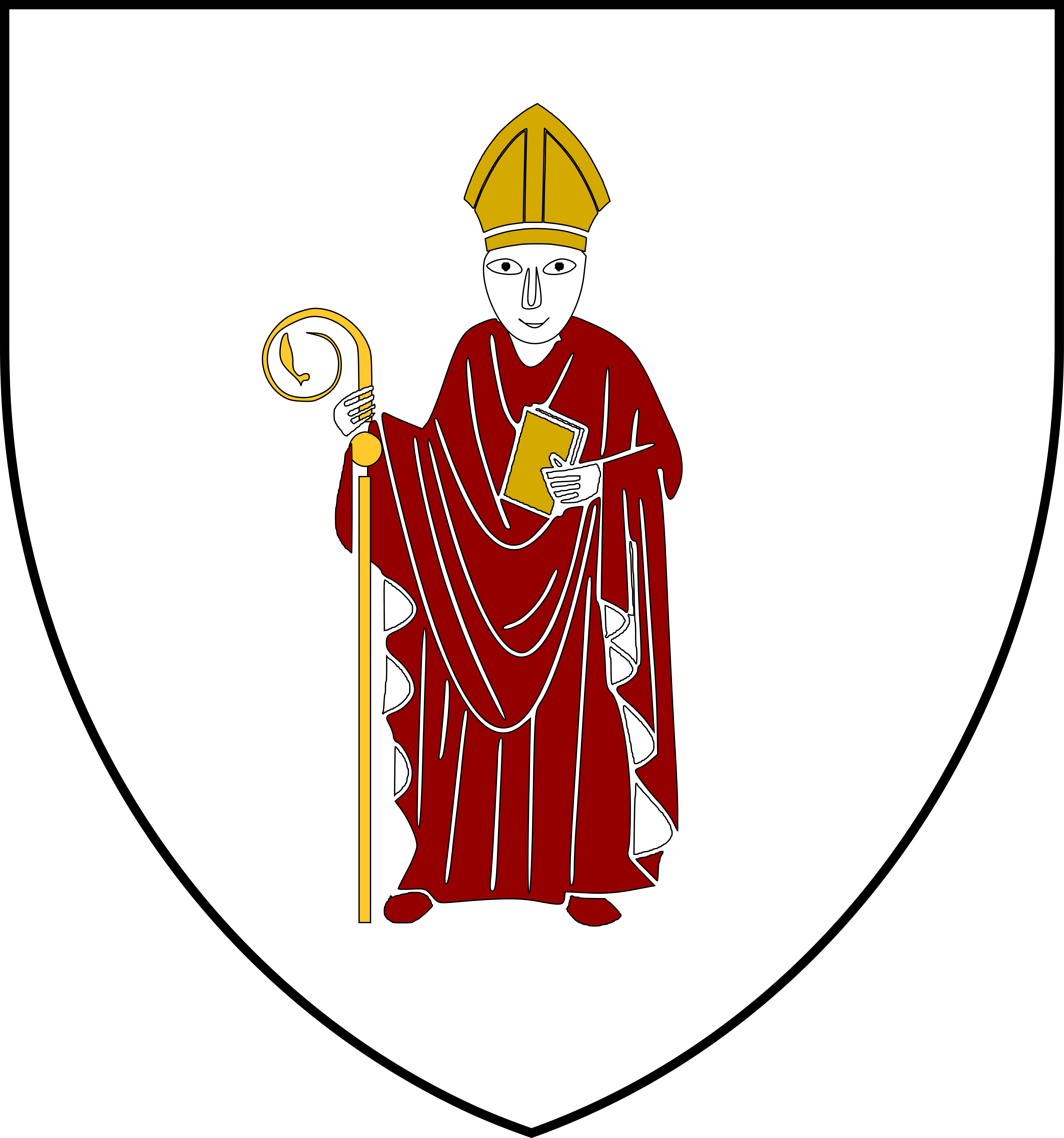
Dorpswapen van Elgin.

Elgin (Eilginn) is een plaats en voormalige burgh in het Schotse bestuurlijke gebied Moray en telt ongeveer 25.000 inwoners. De plaats ligt ten zuiden van de rivier de Lossie op de hogere gronden boven het vloedniveau. Elgin wordt het eerst genoemd in 1190 in de Cartulary of Moray. In de twaalfde eeuw kreeg Elgin stadsrechten van koning David I van Schotland. 
Elgin wordt door sommigen beschouwd als de hoofdstad van Speyside met onder andere de whiskydistilleerderij van Glen Moray Single Malt.
Elgin heeft een voetbalclub, Elgin City FC, dat zijn wedstrijden in de Scottish League Two in het Borough Briggs speelt. 

## Bezienswaardigheden
- Elgin Cathedral, de ruïne van een dertiende-eeuwse kathedraal

## Transport
Elgin ligt aan de A96 tussen Aberdeen en Inverness, die Elgin verbindt met Forres en Keith. De A96 wordt in het centrum gekruist door de A941 die in het noorden de verbinding vormt met Lossiemouth en in het zuiden met Rothes en Dufftown. In Elgin ligt een station aan de Aberdeen to Inverness Line. 

## Geboren
- Frederick Fyvie Bruce (1910-1990), Bijbelwetenschapper
- Kevin McKidd (1973), acteur
- Steven Pressley (1973), voetballer
- Chris Clark (1980), voetballer
- Richard Foster (1985), voetballer

## Partnerstad
- Landshut

## Galerij

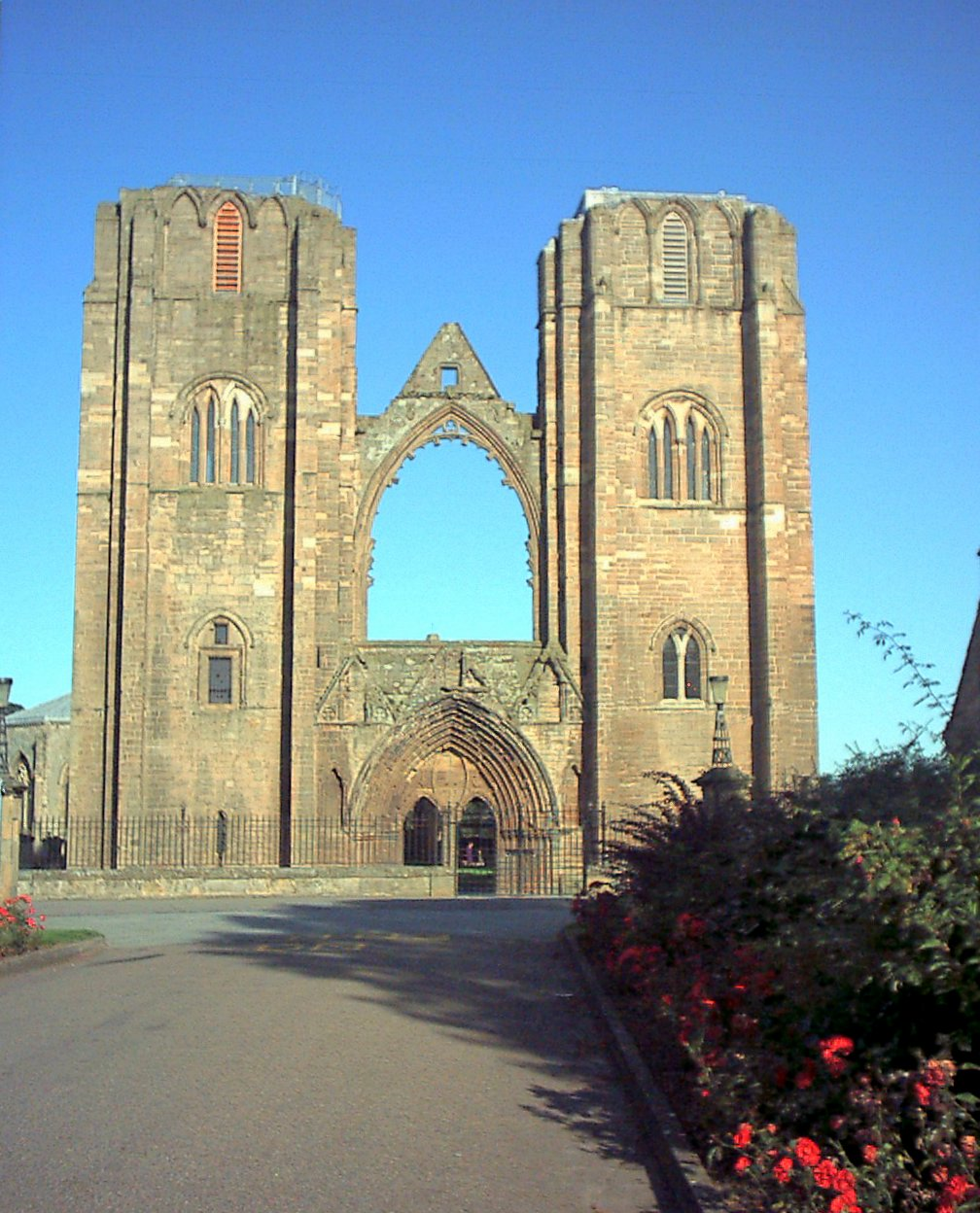
Kathedraal
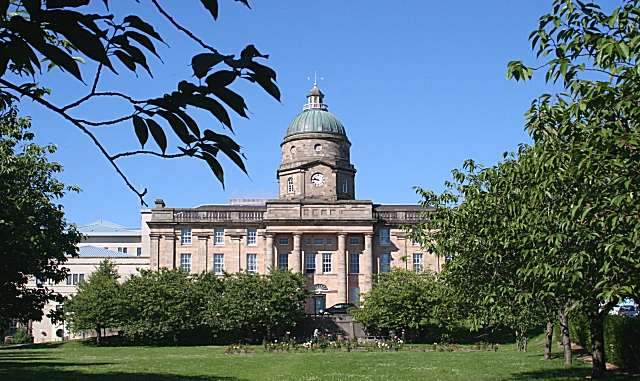
Ziekenhuis